# Municipio Huarina
Das Municipio Huarina liegt im Departamento La Paz im südamerikanischen Anden-Staat Bolivien.

## Lage im Nahraum
Das Municipio Huarina ist eines von sechs Municipios der Provinz Omasuyos und liegt im südlichen Teil der Provinz. Es grenzt im Norden und Nordwesten an das Municipio Achacachi, im Westen an den Titicacasee und im Süden und Osten an die Provinz Los Andes.
Das Municipio hat 46 Ortschaften (localidades), der zentrale Ort des Municipios ist die Ortschaft Huarina mit 1554 Einwohnern im südlichen Teil des Municipios (Volkszählung 2012).

## Geographie
Das Municipio Huarina liegt auf dem bolivianischen Altiplano am Ostufer des Titicacasees auf einer mittleren Höhe von 3900 m zwischen den Anden-Gebirgsketten der Cordillera Occidental im Westen und der Cordillera Central im Osten.
Das Klima im Raum Huarina leitet sich ab aus der Höhenlage auf dem Altiplano und der Nähe zur großen Wasserfläche des Titicacasees, der die Temperaturschwankungen abmildert. Die Jahresdurchschnittstemperatur liegt bei 11 °C (siehe Klimadiagramm Achacachi), wobei der Monatsdurchschnitt im kältesten Monat (Juli) mit 8 °C nur wenig von den wärmsten Monat (November bis März) mit 12 °C abweicht. Das Klima ist arid von Juni bis August mit nur sporadischen Niederschlägen, und es ist humid in den Sommermonaten, vor allem von Dezember bis März, mit Monatsniederschlägen von teilweise mehr als 100 mm. Der Jahresniederschlag liegt bei etwa 600 mm.

## Bevölkerung
Mit Gesetz vom 15. Juli 2005 ist das Municipio Huarina vom Municipio Achacachi getrennt worden, am 20. Januar 2009 außerdem das Municipio Santiago de Huata. Die Einwohnerzahl des Municipio Huarina ist zwischen 1992 und 2024 leicht angestiegen:
| Jahr | Einwohner | Quelle       |
| ---- | --------- | ------------ |
| 1992 | 7659      | Volkszählung |
| 2001 | 7626      | Volkszählung |
| 2012 | 8375      | Volkszählung |
| 2024 | 8657      | Volkszählung |

Das Municipio Achacachi/Huarani/Santiago de Huata hatte bei der letzten Volkszählung von 2001 eine Bevölkerungsdichte von 66 Einwohnern/km², die Lebenserwartung der Neugeborenen lag bei 59,4 Jahren und die Säuglingssterblichkeit war von 7,9 Prozent (1992) auf 7,6 Prozent im Jahr 2001 geringfügig gesunken.
Der Alphabetisierungsgrad bei den über 19-Jährigen beträgt 71,0 Prozent, und zwar 86,8 Prozent bei Männern und 57,0 Prozent bei Frauen (2001).
66,5 Prozent der Bevölkerung im Municipio Achacachi/Huarina/Santiago de Huata sprachen Spanisch, 94,1 Prozent sprachen Aymara, und 0,2 Prozent Quechua. (2001)
59,4 Prozent der Bevölkerung hatten keinen Zugang zu Elektrizität, 83,4 Prozent lebten ohne sanitäre Einrichtung (2001).
57,0 Prozent der Haushalte im Jahr 2001 besaßen ein Radio, 16,7 Prozent einen Fernseher, 27,2 Prozent ein Fahrrad, 0,8 Prozent ein Motorrad, 1,5 Prozent ein Auto, 0,6 Prozent einen Kühlschrank, 1,3 Prozent ein Telefon. (2001)

## Politik
Ergebnis der Regionalwahlen (concejales del municipio) vom 4. April 2010:
| Wahl- berechtigte |  | Wahl- beteiligung | gültige Stimmen |  | MAS-IPSP | MSM    |
| ----------------- |  | ----------------- | --------------- |  | -------- | ------ |
| 3.966             |  | 3.637             | 2.730           |  | 1.891    | 839    |
|                   |  | 91,7 %            | 75,1 %          |  | 69,3 %   | 30,7 % |

Ergebnis der Regionalwahlen (elecciones de autoridades políticas) vom 7. März 2021:
| Wahl- berechtigte |  | Wahl- beteiligung | gültige Stimmen |  | J.A.LLALLA.L.P. | MAS-IPSP | MTS    | PBCSP  | ASP    | SOL.BO | VENCEREMOS |
| ----------------- |  | ----------------- | --------------- |  | --------------- | -------- | ------ | ------ | ------ | ------ | ---------- |
| 59.172            |  | 52.622            | 46.676          |  | 1.818           | 1.046    | 224    | 96     | 70     | 40     | 39         |
|                   |  | 88,93 %           | 88,70 %         |  | 52,42 %         | 30,16 %  | 6,46 % | 2,77 % | 2,02 % | 1,15 % | 1,12 %     |

## Gliederung
Das Municipio Huarina gliederte sich bei der letzten Volkszählung von 2012 in die folgenden beiden Kantone (cantones):
- 02-0204-02 Kanton Huarina – 40 Ortschaften – 7.339 Einwohner
- 02-0204-13 Kanton Copancara – 6 Ortschaften – 1.036 Einwohner

## Ortschaften im Municipio Huarina
- Kanton Huarina
  - Huarina 1554 Einw. – Coromata Alta 462 Einw. – Cota Cota Baja 435 Einw. – Cota Cota Alta 415 Einw. – Mocomoco 270 Einw.

- Kanton Copancara
  - Copancara 183 Einw.

- weitere Ortschaften
  - Santiago de Huata 177 Einw.